# Selina Ott
Selina Ott (* 1998 in Krems an der Donau) ist eine österreichische Trompeterin. Sie gewann 2018 mit 20 Jahren als erste Frau den ARD-Preis im Fach Trompete.

## Leben
Selina Ott stammt aus einer Musikerfamilie. Ihre musikalische Ausbildung begann sie mit Klavier im Alter von fünf Jahren. Nach einem Jahr erlernte sie das Trompetenspiel bei ihrem Vater Erich Ott. Von 2011 bis 2016 belegte sie den Hochbegabtenkurs bei Martin Mühlfellner an der Universität für Musik und darstellende Kunst in Wien. 2015/16 war sie zusätzlich Jungstudentin bei Reinhold Friedrich an der Musikhochschule in Karlsruhe. Von 2016 bis 2022 studierte sie Konzertfach bei Roman Rindberger an der Privatuniversität der Stadt Wien und schloss es mit Auszeichnung (Master of Arts) ab. Meisterkurse bei Allen Vizzutti, Bo Nilsson, Hans Gansch und Gábor Tarkövi runden ihre Ausbildung ab. 2018 gewann sie den Internationalen Musikwettbewerb der ARD als erste Frau. 2021 folgte eine Auszeichnung mit dem Opus Klassik Award 2021. Als Solistin konzertiert sie mit führenden internationalen Orchestern.

## Diskografie
Im Oktober 2020 erschien ihr Debütalbum, für das sie den Opus-Klassik-Preis 2021 erhielt.
- 2020: Arutjunjan/Peskin/Desenclos: Trompetenkonzerte, mit dem RSO Wien unter Roberto Paternostro (Orfeo)
- 2021: Honegger/Glière/Wassilenko/Desenclos/Sutermeister, mit En-Chia Lin, Klavier (Orfeo)
- 2022: Schostakowitsch/Weinberg/Jolivet, mit dem RSO Wien, Maria Radutu, Klavier und Dirk Kaftan (Orfeo)